# 3982 Kastelʹ
Kastelʹ (asteróide 3982) é um asteróide da cintura principal, a 1,7656982 UA. Possui uma excentricidade de 0,2184256 e um período orbital de 1 240,25 dias (3,4 anos).
Kastelʹ tem uma velocidade orbital média de 19,81616784 km/s e uma inclinação de 5,30001º.
Este asteróide foi descoberto em 2 de Maio de 1984 por Lyudmila Karachkina.